# Grillagetorte

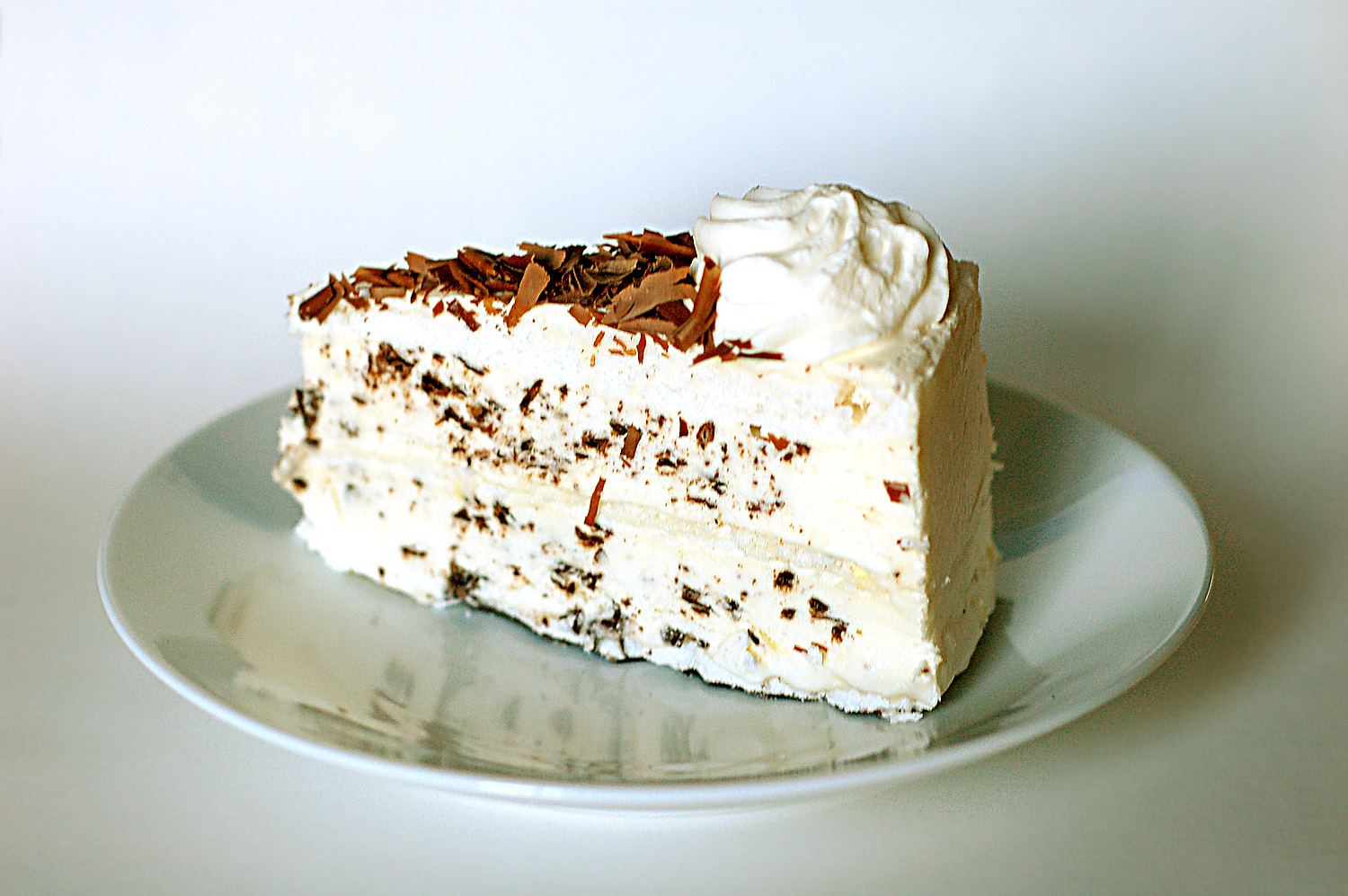
Grillagetorte

Grillagetorte (auch Grillaschtorte) ist eine Torte, deren Böden und Füllung Grillage zugesetzt wird. Regional sind verschiedene Arten von Grillagetorten bekannt.
Grillage ist der österreichische Begriff für gestoßenen Krokant oder geröstete Mandeln, der um 1800 in der österreichischen Küchensprache in der Schreibweise Griliasch auftauchte. Der französische Begriff grillages d’amandes kann um 1757 als Fachbegriff der Confiseure nachgewiesen werden.
Schriftliche Hinweise in der Literatur weisen die Verbreitung der Grillagetorten in Böhmen (1839) bzw. Bayern (1890) nach. Am Niederrhein wird sie erst Anfang des 20. Jahrhunderts greifbar.

## Regionale Varianten

### Deutschland
Grillagetorte kann in Deutschland eine Torte sein, die mit Mokkakrem, Nougatkrem oder Ganache gefüllt wird. Der Boden besteht aus Grillagemasse – einer Wienermasse, der gestoßener Krokant oder geröstete Mandeln zugesetzt werden. Es kann sowohl eine eingefrorene, mit Sahne gefüllte Baisertorte als auch eine mit Buttercreme gefüllte Biskuittorte sein. Gemeinsam ist den Torten die Verwendung von Grillage, einer krokantähnlichen Masse aus geschmolzenem Zucker, gehackten Nüssen und Mandeln.
Die Zubereitungen können sich unterscheiden. Bestandteile sind meist Zucker, Eiweiß, Butter, Schokolade und Nüsse. Neben Baisermasse werden oft Schichten geschlagener Sahne, unter die auch Schokoladensplitter oder Krokant gehoben sein können, verwendet.
Im Kölner Raum und am Niederrhein ist Grillagetorte eine halbgefrorene Torte, die regional unter der Bezeichnung Eissplittertorte oder Havannatorte gehandelt wird. Sie besteht aus einem Krokantboden, auf dem ein weiterer Baiserboden liegt und der mit aromatisierter Sahne, der aufgeschlagenes Ei, Kuvertüre- und Baiserstücke untergehoben werden, bedeckt ist. Die untergezogene Eimasse nimmt der gefrorenen Sahne die Härte. Bedeckt wird die Torte mit Krokant oder gehobelter Kuvertüre. Sie ist in einem großen und scharf umrissenen Bereich am Niederrhein sowie im Kölner Raum verbreitet und außerhalb dieses Gebiets im Rheinland praktisch unbekannt. Als Synonym gilt Grillaschtorte für die Grillagetorte nach niederrheinischer Art.

### Österreich
In Österreich besteht die Grillage-Fülle aus in Staubzucker und etwas Butter gebrannten Haselnüssen, die nach dem Abkühlen gemahlen und in die Oberscreme untergehoben werden. Der Tortenboden wird aus Wienermasse mit Schokolade und feingeriebenen Mandeln gebacken und in drei geteilt. Die Tortenböden und -oberfläche werden mit der Grillagefülle eingestrichen, dann obenauf mit grobem Grillage bestreut.